# Giuseppe Insalaco
Giuseppe Insalaco (* 12. Oktober 1941 in San Giuseppe Jato; † 12. Januar 1988 in Palermo) war ein italienischer Politiker und Mafia-Gegner. Er wurde von Mitgliedern der Cosa Nostra ermordet.

## Leben
Insalaco war vom 17. April 1984 bis zum 13. Juli 1984 Bürgermeister von Palermo. Als seine Hauptaufgabe sah er die Bekämpfung der Mafia. So setzte er sich u. a. für mehr Transparenz bei der Vergabe öffentlicher Aufträge ein, da diese oft als Gegenleistung an die Mafia vergeben wurden. Er trat nach nur drei Monaten freiwillig von seinem Amt zurück, um damit gegen die offensichtliche Verstrickung der Mafia mit der Politik zu demonstrieren. Am 12. Januar 1988 wurde Insalaco von Mitgliedern der Cosa Nostra ermordet. Nach seinem Tod wurde eine von ihm geführte Liste mit korrupten Politikern unter dem Titel Die zwei Gesichter von Palermo in italienischen Medien, u. a. La Repubblica, veröffentlicht. Dies wollte die Mafia durch die Ermordung Insalacos verhindern.